# ستيفو نيكوليتش
ستيفو نيكوليتش (السيريلية الصربية: Cтeвo Hикoлић; ولد في 4 كانون الأول / ديسمبر 1984) هو لاعب كرة قدم بوسني يلعب حاليا مع نادي زيليكا في دوري البوسنة والهرسك الممتاز.

## وصلات خارجية
- ستيفو نيكوليتش على موقع قاعدة بيانات كرة القدم.إي يو (الإنجليزية)
- ستيفو نيكوليتش على موقع ناشيونال فوتبول تيمز (الإنجليزية)
- ستيفو نيكوليتش على موقع Soccerway.com (الإنجليزية)
- ستيفو نيكوليتش على موقع عالم كرة القدم.نت (الإنجليزية)